# Салиха-султан (дочь Ахмеда III)
Салиха́-султа́н  (тур. Saliha Sultan; осман. صالحہ سلطان‎; 21 марта 1715, Эдирне — 11 октября 1778, Стамбул) — дочь османского султана Ахмеда III и сестра султанов Мустафы III и Абдул-Хамида I.

## Биография

### Происхождение
Салиха-султан была дочерью султана Ахмеда III, но имя её матери точно неизвестно. Дата её рождения указывается, как 21 марта 1715 года или просто 1715 год без точной даты.

### Первый брак
25 мая 1728 года в возрасте 13 лет Салиха-султан была обручена с Сари Мустафой-пашой, сыном Гази Хусейна-паши. В тот же день в сопровождении почётной свиты невесте были отправлены свадебные подарки. Спустя два дня приданое Салихи-султан было отправлено в её дворец который располагался рядом с мечетью Дефтердар в Эюпе. 28 мая состоялась церемония никаха, по окончании которой, Салиха-султан в сопровождении свадебной процессии отправилась в свой дворец. 
Брак с Мустафой-пашой продлился три года и у супругов была дочь Фатьма Ханым-султан и сын султанзаде Ахмед-бей. В 1731 году Мустафа-паша скончался и Салиха-султан стала вдовой.

### Последующие браки
Салиха-султан прожила вдовой девять лет и в 1740 году во второй раз вышла замуж за Сархоса Али-пашу. Согласно Алдерсону этот брак датирован 1736 годом. В 1744 году Сархос Али-паша скончался и Салиха-султан овдовела во второй раз.
Салиха-султан прожила вдовой четырнадцать лет и в 1758 году в третий раз вышла замуж. Её мужем стал великий визирь Коджа Мехмед Рагып-паша, брак с которым продлился до 1763 года. В 1763 году Мехмед Рагып-паша скончался и Салиха-султан овдовела в третий раз. Спустя год, в 1764 году Салиха-султан вышла замуж в четвёртый раз. Её мужем стал Турсу Мехмед-паша, который ранее был капудан-пашой. Этот брак продлился шесть лет и в 1770 году Мехмед-паша умер.

### Последние годы жизни
Следующие восемь лет Салиха-султан прожила вдовой и больше не выходила замуж. Скончалась 11 октября 1778 года в Стамбуле в возрасте 63 лет и была похоронена на Эюпском кладбище. После её смерти ей имущество отошло в казну, а дома и поместья были закреплены за её племянницей Эсмой-султан, дочерью султана Абдул-Хамида I.